# Cássio Francisco de Jesus
Cássio Francisco de Jesus (* 21. November 1989 in São Paulo; † 4. März 2025) auch bekannt als Cássio, war ein brasilianischer Fußballspieler.

## Karriere
Cássio erlernte das Fußballspielen in der Jugend vom Guarani FC im brasilianischen Campinas. Hier unterschrieb er am 1. März 2009 seinen ersten Vertrag. Der Verein spielte in der zweiten Liga, der Série B. Am Ende der Saison feierte er mit dem Klub die Vizemeisterschaft und den Aufstieg in die erste Liga. In der Liga kam er bei Guarani nicht zum Einsatz. Anschließend spielte er für die brasilianischen Vereine Concórdia AC, São Carlos FC, Tombense FC, EC Mamoré, CAP Uberlândia, AA Flamengo und Araxá EC. Am 1. April 2016 ging er nach Asien. Hier unterschrieb er in Indonesien einen Vertrag bei Semen Padang. Für den Verein aus Padang bestritt er 62 Ligaspiele. Im Dezember 2017 wechselte er nach Malaysia, wo ihn der Erstligist Kelantan FC unter Vertrag nahm. Im August 2019 kehrte er nach Indonesien zurück. Hier nahm ihn der Erstligist PS Barito Putera unter Vertrag. Bei dem Verein aus Banjarmasin stand er bis Ende 2021 unter Vertrag. Für PS Barito bestritt er 24 Ligaspiele. Nach kurzer Vereinslosigkeit verpflichtete ihn im August 2022 der in der Hong Kong Premier League spielende Hong Kong Rangers FC. Für die Rangers stand er sechsmal in der ersten Liga auf dem Spielfeld. Wo er von Januar 2023 bis Anfang Juli 2024 unter Vertrag stand, ist unbekannt. Am 9. Juli 2024 unterschrieb er in Thailand einen Vertrag beim Drittligisten Navy FC. Mit dem Verein aus Sattahip spielte er siebenmal in der Eastern Region der Liga. Nach der Hinrunde wurde sein Vertrag im Dezember 2024 nicht verlängert.
Am 4. März 2025 starb Cássio im Alter von 35 Jahren an einer aplastischen Anämie.